# Metrix
Metrix. Ulf Ekberg från Ace of Base hjälpte fram två tjejer och en kille, Shirley Clamp, Catarina Borgekrans, alias: "Cathie Shade" och Kreem att släppa singel "Slow Down" i maj 1995 under namnet Metrix. Nu var gruppen "Metrix" född. "Slow Down" var en samproduktion med Björn O. Stenström och John Ballard, inspelad hos Mega Records i Göteborg. Låten var skriven av John Ballard], Björn O. Stenström, Ahlin och Kreem. Körsång gjordes av Caroline Holm, Cathrin Strandberg och John Ballard.
Ytterligare en singel släpptes 1999, "City of Sin" med text skriven av Catarina Borgekrans men sedan dess har ingenting hörts eller släppts från Metrix.

## Diskografi
- Slow Down (1995)
- City Of Sin (1999)